# Tipula (Vestiplex) tumulta
Tipula (Vestiplex) tumulta is een tweevleugelige uit de familie langpootmuggen (Tipulidae). De soort komt voor in het Palearctisch gebied.